# سازمان صنایع دریایی
سازمان صنایع دریایی سازمان دولتی زیرمجموعه وزارت دفاع و پشتیبانی نیروهای مسلح است که در سال ۱۳۸۷ با هدف تأمین نیازهای دفاعی نیروهای مسلح ایران در حوزه صنایع دریایی تأسیس شد. این سازمان در زمینه پشتیبانی از نیروی دریایی ارتش جمهوری اسلامی ایران، نیروی دریایی سپاه پاسداران و فرماندهی دریابانی فراجا در عرصه دریا فعالیت می‌کند، همچنین خدماتی به بخش خصوصی و دولتی نیز ارائه می‌نماید.

## تاریخچه
در سال ۱۳۸۷ وزارت دفاع اقدام به تأسیس سازمان صنایع دریایی کرد. در سال ۱۳۹۷، لایحه تشکیل قانونی سازمان به تصویب مجلس رسید و ماهیت سازمان، شرکت دولتی تعیین شد.

## فعالیت‌ها و محصولات
سازمان صنایع دریایی وزارت دفاع از ۴ گروه؛ بن سازه سطحی، زیر سطحی، اثر سطحی و تندرو تشکیل شده‌است. این سازمان با هدف تأمین نیازهای دفاعی کشور در حوزه شناورهای سطحی (شامل شناورهای لجستیکی، ناوچه‌ها و ناوشکن‌ها)، زیرسطحی (شامل زیردریایی‌ها)، اثرسطحی (و قایق‌های پرنده)، شناورهای تندرو، سامانه قوای محرکه، سازه‌های دریایی، سامانه‌های موشکی ساحل به دریا، سلاح زیرآبی و کنترل آتش دریایی و دیگر صنایع دریایی و نیز تعمیر شناورها تأسیس شد.
حوض شناور ۲۰۰۰ تنی، هواناو یونس، زیردریایی کلاس غدیر، زیردریایی کلاس فاتح، زیردریایی قائم، لندینگ کرافت ۱۲۰۰ تنی، پانتون (پل شناور)، بارج ۳۵۰۰ تنی و ناوچه دماوند از جمله پروژه‌های تولیدشده توسط این سازمان است.

## مجتمع‌ها و مراکز وابسته
- مجتمع صنایع دریایی شهید جولایی (اسلامشهر)(اصلی)
- مجتمع صنایع دریایی شهید تمجیدی (بندرانزلی)
- مجتمع صنایع دریایی شهید درویشی (بندرعباس)
- مجتمع صنایع دریایی شهید رسولی (تبریز)[۳]
- مجتمع صنایع دریایی شهید موسوی (خرمشهر)
- مرکز صنایع دریایی شهید قربانی (شاهین‌شهر)[۴]
- گروه صنایع دریایی شهید صفایی (شیراز)[۵]
- گروه صنایع دریایی شهید توحیدی (اسلامشهر)[۶]

## رئیسان سازمان
- مصطفی اثباتی (۱۳۸۷ تا ۸ خرداد ۱۳۹۱)
- محمدمهدی کربلایی (۸ خرداد ۱۳۹۱ تا ۱۰ شهریور ۱۳۹۲)[۷]
- دریادار امیر رستگاری (۱۰ شهریور ۱۳۹۲ تا ۱۲ مهر ۱۴۰۰)[۸]
- سرتیپ‌پاسدار سید حسین جبل‌عاملیان (۱۲ مهر ۱۴۰۰ تاکنون)[۹]